# 里弗本德鎮區 (北卡羅萊納州加斯頓縣)
里弗本德鎮區（英語：Riverbend Township）是位於美國北卡羅萊納州加斯頓縣的一個鎮區。

## 地方資料
里弗本德鎮區的面積為144.52平方千米，皆為陸地。根據2020年美國人口普查的數據，當地共有人口30042人，而人口密度為每平方千米207.87人。